# Aeolothripidae
Famille
Les Aeolothripidae sont une famille d'insectes de l'ordre  des Thysanoptères.
Les espèces de cette famille de thrips sont particulièrement communes dans la zone holarctique, cependant plusieurs d'entre elles se rencontrent dans les zones plus sèches des régions subtropicales, notamment en Australie.
Les adultes et les larves vivent en général dans les fleurs, mais la nymphose se produit sur le sol.
Ce sont généralement des prédateurs de petits arthropodes, mais certaines espèces sont phytophages.
Le genre Aeolothrips regroupe environ la moitié de toutes les espèces de la famille. Il s'agit pour la plupart d'espèces vivant dans les fleurs, mais quelques-unes, vivant au niveau du sol, sont des prédateurs obligés d'acariens. Celles qui vivent dans les fleurs sont normalement des prédateurs facultatifs. 
Aeolothrips intermedius a besoin dans son régime alimentaire de protéines florales en plus de celles procurées par ses proies habituelles, des larves de thrips, pour assurer sa reproduction.
Franklinothrips est un genre de prédateurs myrmécomorphes à répartition pantropicale.

## Liste des genres
- Aduncothrips Ananthakrishnan, 1963 (une espèce, Aduncothrips asiaticus)
- Aeolothrips Haliday, 1836 (95 espèces, holarctique)
- Allelothrips Bagnall, 1932 (sept espèces)
- Andrewarthaia Mound, 1967 (une espèce, Andrewarthaia kellyana)
- Audiothrips Moulton, 1930 (deux espèces)
- Corynothripoides Bagnall, 1926 (une espèce, Corynothripoides marginipennis)
- †Cretothrips Grimaldi, 2004 (une espèce fossile, Cretothrips antiquus)
- Cycadothrips Mound, 1991 (trois espèces)
- Dactuliothrips Moulton, 1931 (six espèces)
- Desmidothrips Mound, 1977 (deux espèces)
- Desmothrips Hood, 1915 (14 espèces, Australie)
- Erythridothrips Mound & Marullo, 1993 (une espèce, Erythridothrips cubilis)
- Erythrothrips Moulton, 1911 (12 espèces, Ouest de l'Amérique du Nord et Amérique du Sud)
- Euceratothrips Hood, 1936 (une espèce, Euceratothrips marginipennis)
- Franklinothrips Back, 1912 (14 espèces, répartition pantropicale)
- Gelothrips Bhatti, 1967 (trois espèces)
- Indothrips Bhatti, 1967 (une espèce, Indothrips bhushani)
- Lamprothrips Moulton, 1935 (une espèce, Lamprothrips miltoni)
- †Liassothrips Priesner, 1949 (une espèce fossile, Liassothrips crassipes)
- †Lithadothrips Scudder, 1875 (une espèce fossile, Lithadothrips vetustus)
- Mymarothrips Bagnall, 1928 (trois espèces)
- Orothrips Moulton, 1907 (trois espèces)
- †Palaeothrips Scudder, 1875 (une espèce fossile, Palaeothrips fossilis)
- †Permothrips Martynov, 1935 (une espèce fossile, Permothrips longipennis)
- Rhipidothripiella Bagnall, 1932 (une espèce, Rhipidothripiella turneri)
- Rhipidothripoides Bagnall, 1923 (deux espèces)
- Rhipidothrips Uzel, 1895 (six espèces)
- Stomatothrips Hood, 1912 (huit espèces)
- Streothrips Bhatti, 1971 (deux espèces)

## Systématique
Le nom valide de ce taxon est Aeolothripidae Uzel (d), 1895.
Aeolothripidae a pour synonymes :
- Palaeothripidae
- Permothripidae